# École spéciale de mécanique et d'électricité
L'École spéciale de mécanique et d'électricité est l'une des 204 écoles d'ingénieurs françaises accréditées au 1er septembre 2023 à délivrer un diplôme d'ingénieur.
Il s'agit d'un établissement d'enseignement supérieur privé reconnu par l’État qui délivre des formations dans les domaines du génie électrique, de l'électronique, des télécommunications et de l'informatique.
Elle est membre de la conférence des grandes écoles (CGE), l'union des grandes écoles indépendantes (UGEI) et appartient au groupe IONIS.

## Historique
L'École spéciale de mécanique et d'électricité est créée par Joachim Sudria en 1905comme école préparatoire au concours d'entrée à Supélec. Après la Première Guerre mondiale et les années suivantes (1920 - 1935), l'école renaît et en 1936 la Commission des titres d'ingénieur (CTI) habilite l'école à délivrer le « diplôme d'ingénieur mécanicien-électricien de l'ESME-Sudria »,. 
En 1925, un nouveau site est inauguré au 161, rue de Sèvres à Paris,, dans des bâtiments aujourd'hui détruits au profit des services d'urologie de l'hôpital Necker-Enfants malades[réf. nécessaire]. Elle déménage ensuite au 4 rue Blaise-Desgoffe (Paris 6e), qui resteront les locaux de l'école jusqu'en 2004, ces locaux étant complétés par des annexes qui se succédèrent à Paris rue Campagne-Première, 97 rue du Cherche-Midi, 19 rue Mayet puis à Ivry-sur-Seine à partir de 1991.

## Enseignement
D'après la CTI l'intitulé du diplôme, en 2018, est le suivant :
| Intitulé du diplôme d'ingénieur                                     | Type                                      | Accréditation | Label   |
| ------------------------------------------------------------------- | ----------------------------------------- | ------------- | ------- |
| Ingénieur diplômé de l'École spéciale de mécanique et d'électricité | Formation initiale sous statut d'étudiant | Maximale      | EUR-ACE |
| Ingénieur diplômé de l'École spéciale de mécanique et d'électricité | Formation initiale sous statut d'apprenti | Maximale      | EUR-ACE |

## Fondation ESME Sudria
Fondée en 2011 par Alstom, Engie Ineo, Eiffage, Technip et l'association des ingénieurs ESME Sudria, sous l'égide de la Fondation de France, elle a pour mission de favoriser la diversité sociale des étudiants. Concrètement, cela se traduit par l'attribution de bourses d'études.

## Anciens élèves
L'association des anciens élèves est dénommée « Association des ingénieurs ESME-Sudria ». Elle accueille, en plus des anciens élèves (titulaires du diplôme d'ingénieur), les actuels élèves de la formation ainsi que les diplômés et étudiants de doctorat et de master. Parmi eux :
- Marie-Louise Paris (1889-1969) promotion 1921[17]. Elle crée en 1925 l'« Institut électromécanique féminin » qui forme au départ les jeunes filles au diplôme d’ingénieur électromécanicien ; cet institut deviendra en 1933 l'« École polytechnique féminine » renommée en 1995 EPF - École d'ingénieurs.
- Malek Bennabi (1905-1973), non diplômé, philosophe et réformiste musulman algérien[18]
- Jacques Baudry (1922-1943), résistant fusillé le 8 février 1943[19].
- Jacques Dognin (1922-2005), résistant et déporté.
- Roland de Candé (1923-2013), promotion 1946, musicologue, musicographe.
- Jean Ferré (1929-2006), journaliste.
- Xavier Niel, homme d'affaires créateur de Free.